# Johann III. von Werder

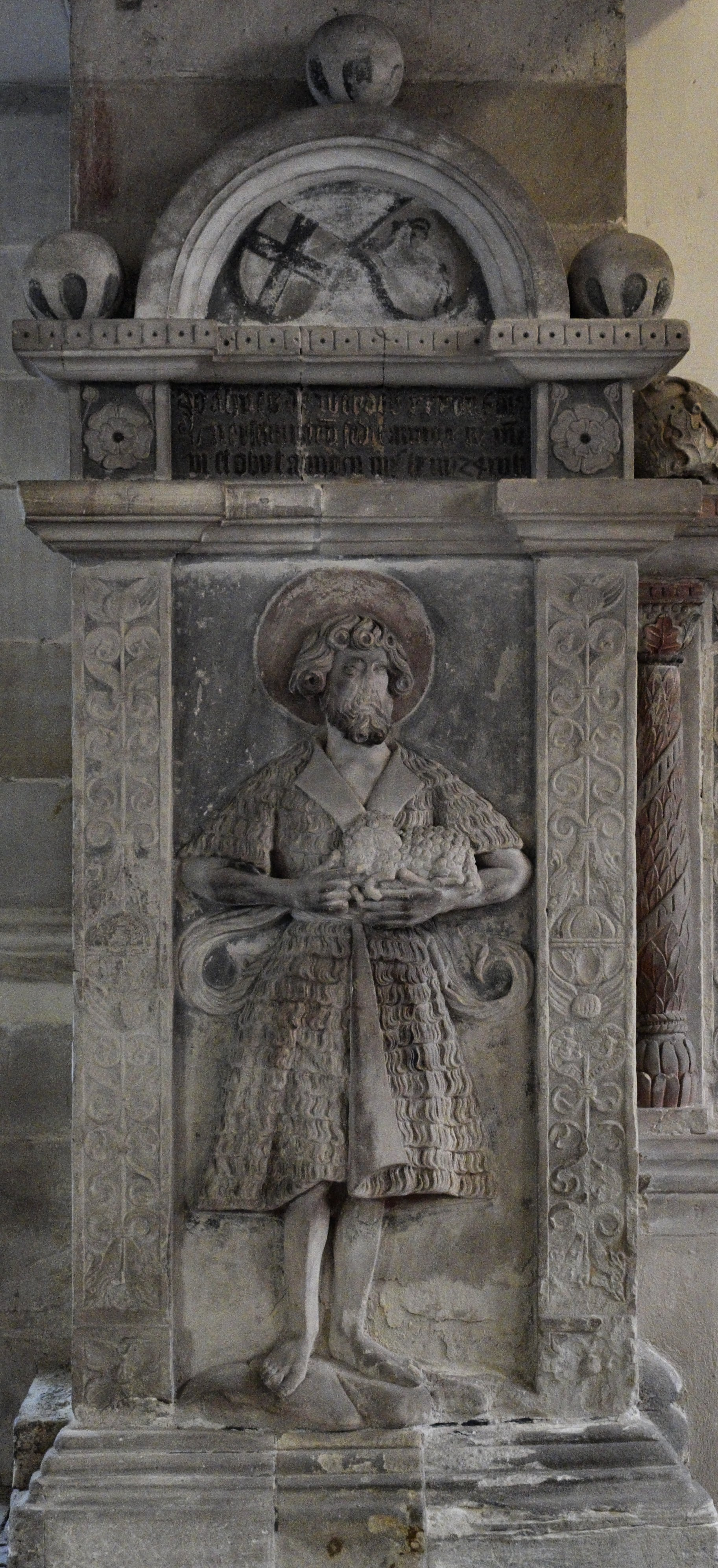
Epitaph für Johann III. von Werder im Merseburger Dom

Johann III. von Werder († 24. Juli 1466) war von Anfang Oktober 1463 bis zu seinem Tod 1466 Bischof von Merseburg.

## Leben
Johann III. von Werder entstammte dem Adelsgeschlecht von Werder. Er war von 1432 bis 1450 Dekan und seit 1450 Propst des Merseburger Domkapitels. 
Unter der Orgelempore des Merseburger Doms befindet sich ein Epitaph für Johann III. mit der Darstellung seines Namenspatrons Johannes des Täufers im kurzen Fellrock und mit dem Lamm Gottes auf dem Arm, auf das er mit dem rechten Zeigefinger deutet (Joh 1,29 ). Das Epitaph wurde um 1540 vom Bildhauer der Schrankenreliefs der Lindenau-Kapelle geschaffen.